# NGC 5924
NGC 5924 је спирална галаксија у сазвежђу Северна круна која се налази на NGC листи објеката дубоког неба.
Деклинација објекта је + 31° 13' 57" а ректасцензија 15h 22m 2,0s. Привидна величина (магнитуда) објекта NGC 5924 износи 14,6 а фотографска магнитуда 15,5. NGC 5924 је још познат и под ознакама MCG 5-36-15, CGCG 165-43, PGC 54850.